# Последниково
Последниково — село в Ельцовском районе Алтайского края России. Входит в состав Пуштулимского сельсовета.

## История
Последниково было основано в 1901 году. По состоянию на 1911 год населённый пункт, известный в то время как посёлок Последний, входил в состав Ельцовской волости Кузнецкого уезда и включал в себя 4 двора. Население на тот период составляло 39 человек.

В 1928 году в посёлке функционировали школа и лавка общества потребителей, имелось 102 хозяйства, проживало 505 человек. В административном отношении посёлок Последниковский являлся центром сельсовета Ельцовского района Бийского округа Сибирского края.

В 2011 году Последниковский сельсовет был объединён с Пуштулимским сельсоветом.

## География
Село находится в восточной части Алтайского края, на правом берегу реки Малая Бахта, на расстоянии примерно 20 километров (по прямой) к востоку-юго-востоку (ESE) от села Ельцовка, административного центра района. Абсолютная высота — 332 метра над уровнем моря.

Климат умеренный, континентальный. Средняя температура января составляет −17 °C, июля — +18,4 °C. Годовое количество осадков составляет 496 мм.

## Население
| 1997 | 1998 | 1999 | 2000 | 2001 | 2002 | 2003 |
| ---- | ---- | ---- | ---- | ---- | ---- | ---- |
| 167  | ↗169 | ↘161 | ↘155 | ↗160 | ↘150 | ↗162 |
| 2004 | 2005 | 2006 | 2007 | 2008 | 2009 | 2010 |
| ↘160 | ↘142 | ↘136 | ↘124 | ↗135 | ↘128 | ↗143 |
| 2011 | 2012 | 2013 |      |      |      |      |
| ↘140 | ↘138 | ↘128 |      |      |      |      |

Согласно результатам переписи 2002 года, в национальной структуре населения русские составляли 99 %.

## Инфраструктура
В селе функционируют фельдшерско-акушерский пункт (филиал КГБУЗ «Центральная районная больница Ельцовского района») и отделение Почты России.

## Улицы
Уличная сеть села состоит из трёх улиц.